# Тургусун
Тургусу́н (каз. Тұрғысын) — село у складі Алтайського району Східноказахстанської області Казахстану. Адміністративний центр та єдиний населений пункт Тургусунського сільського округу.
Населення — 972 особи (2021; 1256 у 2009, 1677 у 1999, 1708 у 1989).
Національний склад станом на 1989 рік:
- росіяни — 100 %